# Hexagonia niam-niamensis
Hexagonia niam-niamensis är en svampart som beskrevs av Henn. 1891. Hexagonia niam-niamensis ingår i släktet Hexagonia och familjen Polyporaceae.   Inga underarter finns listade i Catalogue of Life.